# Other Worlds
Other Worlds ist ein Jazzalbum der Formation Joe Lovano & Dave Douglas Sound Prints. Die 2020 entstandenen Aufnahmen erschienen im Mai 2021 auf dem Label Greenleaf Music.

## Hintergrund
Der Saxophonist Joe Lovano und der Trompeter Dave Douglas feierten 2015 mit ihrem ersten Album den 80. Geburtstag von Wayne Shorter, Soundprints: Live at the Monterey Jazz Festival, erschienen bei Blue Note Records. Kürzere Stücke des Saxophonisten (einige speziell für sie geschrieben) gehören zum Repertoire der Formation wie eigene Kompositionen der beiden Co-Leader des Bandprojekts. Other Worlds ist – nach Scandal (2018) – das dritte Album des mit Quintetts Sound Prints unter der Leitung von Lovano und Douglas mit Lawrence Fields (Piano), Linda May Han Oh (Bass) und Joey Baron am Schlagzeug.
Die Musik wurde kurz nach dem Engagement der Gruppe 2020 im New Yorker Village Vanguard aufgenommen. Sowohl Lovano als auch Douglas haben jeweils fünf Eigenkompositionen zu dem Projekt beigetragen, das als lose Hommage an Wayne Shorter konzipiert wurde, schrieb Matt Micucci im Magazin Jazziz.

## Titelliste
- Joe Lovano & Dave Douglas Sound Prints: Other Worlds. 2021 (Greenleaf GRE-CD-1084)
  1. Space Exploration (Lovano) 9:59
  2. Shooting Stars (Lovano) 1:04
  3. Life on Earth (Douglas) 7:34
  4. Manitou (Douglas) 5:59
  5. Antiquity to Outer Space (Douglas) 7:44
  6. The Flight (Lovano) 8:31
  7. The Transcendentalists (Douglas) 5:42
  8. Sky Miles (Lovano) 7:32
  9. Pythagoras (Douglas) 8:23
  10. Midnight March (Lovano) 7:25

## Rezeption
Matt Collar verlieh dem Album in AllMusic vier Sterne und schrieb, auch wenn Lovano und Douglas sich weiterhin von Shorters grenzüberschreitender Arbeit inspirieren lassen, hätten sie ihren Ansatz erweitert und immer originellere Kompositionen gespielt, die auf ihren Wurzeln in der kreativen New Yorker Szene der 1980er und 90er-Jahre, insbesondere auf John Zorns Masada, aufbauen. Dies sei ein Sound, der auch an die klassische Booker Little / Eric-Dolphy-Gruppe der 1960er-Jahre erinnere. In erster Linie handle es sich dabei um experimentierfreudige, harmonisch offene Stücke, die oft so anmuten, als wären sie im Moment aus einem einzigen thematischen Konzept heraus improvisiert worden. Titel wie Shooting Stars und Antiquity to Outer Space hätten eine recherchierende Qualität, die durch ein nach Thelonious Monk klingendes Gruppenspiel gekennzeichnet seien. Andere, wie das treibende Sky Miles, erinnern an den harmonischen Free Bop eines Ornette Coleman, während Lovano und Douglas sich mit bluesiger Intensität durch die reichen harmonischen und rhythmischen Nebel ihrer Gruppe jagen.

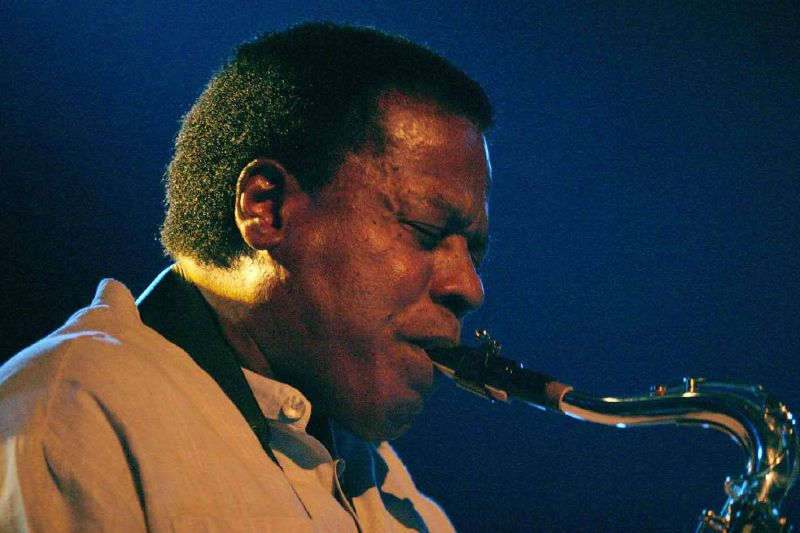
Wayne Shorter (2006)

Nach Ansicht von Dan McClenaghan, der das Album in All About Jazz rezensierte, könnte Douglas’ Life On Earth mit seiner Dynamik in Shorters Blue-Note-Album Speak No Evil von 1964 passen, während Lovanos Sky Miles die stachelige Erregtheit und Kühnheit von Miles Davis’ Album Miles in the Sky von 1968 aufweise, auf dem Shorter mitspielte. Lovanos Midnight March habe dagegen einen an das Miles-Davis-Album Nefertiti (Columbia, 1968) erinnernden Modus – Shorter hat die Titelmelodie des Albums geschrieben –, der der Rhythmusgruppe die Chance gebe, hinter der robusten Bläserarbeit von Douglas und Lovano in einen freien Groove zu gelangen.
Alison Bentley meinte in London Jazz News, der Geist von Wayne Shorters Melodien scheine durch diese Stücke zu huschen. Douglas’ The Transcendentalists habe Schattierungen von Infant Eyes, wobei die harmonische Dämpfung dem sanften Gefühl Würze verleihe. Das Tremolo-Klavier klinge jenseits der Welt, während die Soli den unerwarteten Winkelzügen der Akkorde folgen. Douglas’ Pythagoras deute auf Speak No Evil und Fee-Fi-Fo-Fum hin, da die Bläser über ihren Afro-Latin-Puls vom Einklang des Stücks abweichen. Es sei eine besondere Freude, wie Hörner und Klavier runde Fragmente des Themas improvisieren. Kurz vor dem Lockdown aufgenommen, biete das Album die Frische gut gespielter Musik mit Spielern, die sich gegenseitig vertrauen. Das sei essentielle Musik von einer Weltklasse-Band.